# المكتبة المركزية الجامعية في ياش

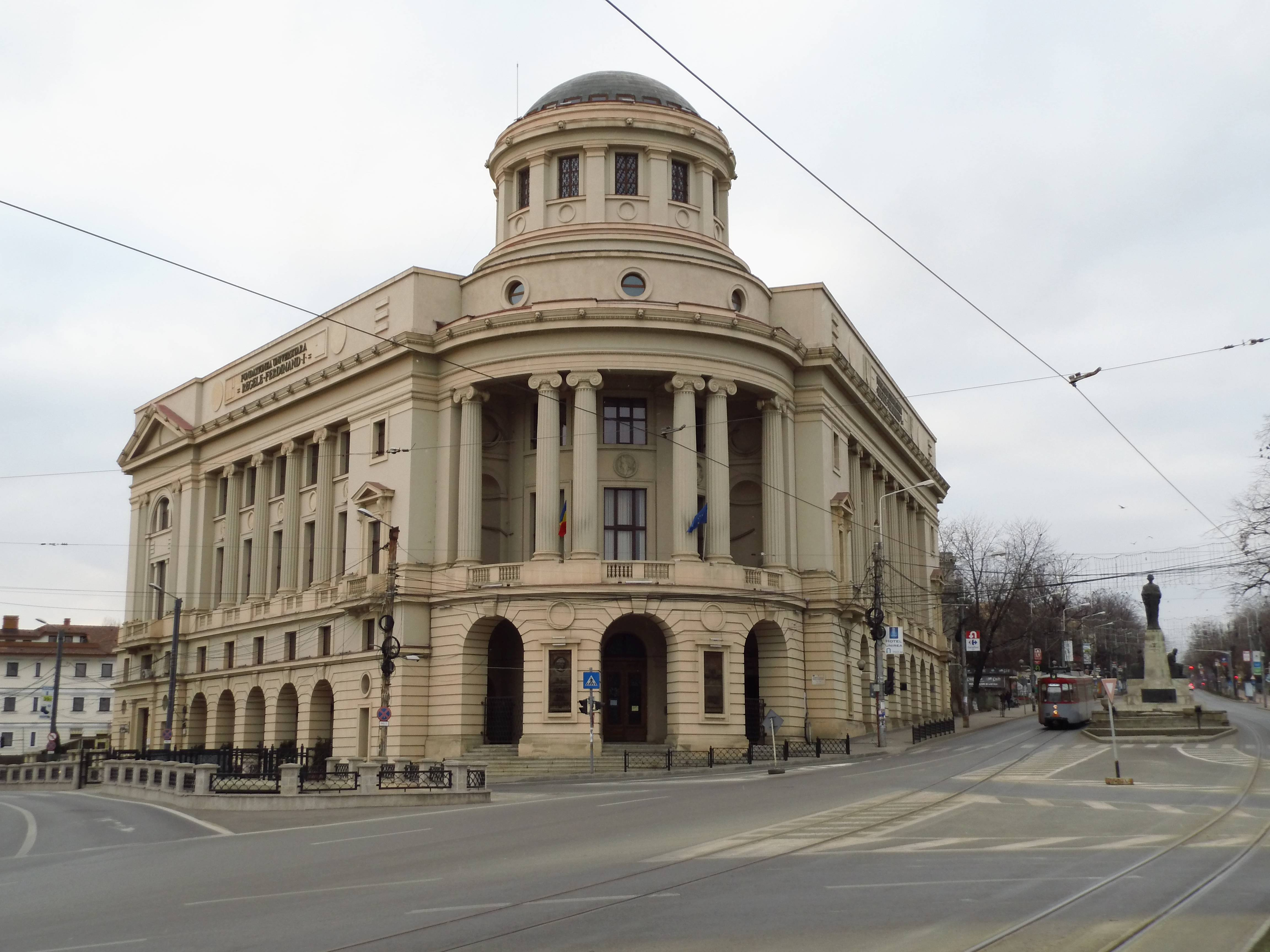

المكتبة المركزية الجامعية في ياش تعتبر واحدة من أقدم وأهم المكتبات في رومانيا.
تأسست كمكتبة عام 1835 تابعة لأكاديمية ميهايلينا، وتغير اسمها مع مرور الوقت إلى: مكتبة الجامعات في ياش، وبعد الحرب العالمية الثانية انتقلت المكتبة إلى مكتبة والتي أسست من قبل فرديناند الأول ملك رومانيا.

## خدمات المكتبة
- عدد الكتب: 2.441.860
- عدد الزوار: 32.564 من بينهم 17.232 نشيطين.

## وصلات خارجية
- (بالرومانية) الموقع الرسمي